# Robert Thornton
Robert Thornton (Irvine, 17 juli 1967) is een Schots darter die zijn carrière begon bij de British Darts Organisation, maar daarna uitkwam voor de Professional Darts Corporation. Hij won in 2007 de Winmau World Masters door Darryl Fitton te verslaan. Zijn bijnaam is The Thorn. Hij werd de eerste World Seniors Darts Champion door Martin Adams met 5-1 in sets te verslaan in de finale van de editie in 2022.

## Activiteit als darter
Thornton heeft een lange tijd geen darts gespeeld om zijn kinderen op te voeden; hij begon in 2002 weer darts te spelen. In 2005 kwalificeerde hij zich voor de eerste keer voor het BDO World Championship, waar hij Martin Atkins en Tony West versloeg. Hij verloor vervolgens van Darryl Fitton in de kwartfinale.

## Carrière
Van 2002 t/m 2008 was Thornton actief bij de BDO. Bij deze dartsbond wist hij één toernooi te winnen, namelijk het Winmau world Masters. In 2008 maakte hij de overstap naar de PDC, waar hij in 2012 het UK Open wist te winnen.

### BDO
Hij behaalde zijn eerste titel in april 2007 door Mike Veitch te verslaan in de finale van de Central Scotland Open. Later dat jaar bereikte hij in de Winmau World Masters de finale door achtereenvolgens Co Stompé, Martin Adams en Martin Atkins te verslaan. Met een 7-5 overwinning op Darryl Fitton behaalde hij zijn eerste grote titel. Ook won hij £25,000 en een plaats in het World Professional Darts Championship 2008. Hij bereikte de kwartfinale, waarin hij werd uitgeschakeld door Martin Adams. Een maand later won hij het Dutch Open.

### PDC
In mei 2008 stapte Thornton over naar de Professional Darts Corporation.

#### 2012
In juni 2012 heeft Thornton, door in de finale Phil the power Taylor (nummer 1 op PDC order of merit en destijds 15 maal - nu 16 maal - wereldkampioen) te verslaan, het UK open gewonnen na eerder al een moeilijke reeks van zeer succesvolle spelers te verslaan: Dave Chisnall (nummer 21 op PDC order of merit en runner-up BDO-wereldkampioen), Wes Newton (nummer 5 op PDC order of merit), Dennis Priestley (nummer 28 op PDC order of merit en tweemaal wereldkampioen), Gary Anderson (nummer 4 op PDC order of merit) en Mark Webster (nummer 9 op PDC order of merit en eenmaal wereldkampioen) te verslaan.
Op het World Grand Prix wist Robert Thornton wederom een sterk toernooi neer te zetten. In de eerste ronde wist hij Mark Walsh te verslaan en in de tweede ronde versloeg hij wederom Phil Taylor met 2-3 (in sets). In de kwartfinale moest hij echter zijn meerdere erkennen in Mervyn King, die achteraf de finale wist te behalen.
In het World Darts Championship haalde Robert Thornton de derde ronde door achtereenvolgens Magnus Caris en Paul Nicholson te verslaan. In de derde ronde moest Thornton het wederom opnemen tegen Phil Taylor. Dit keer was Taylor met 4-0 (in sets) te sterk van Thornton en eindigde Thornton daar dus in de derde ronde.

#### 2013
Na het WK kon Thornton samen met landgenoot Gary Anderson naar het WK voor landenteams namens Schotland. In de Poulefases konden ze winnen van Canada (met John Part) en Zweden (met Magnus Caris) maar strandden ze in de tweede ronde tegen Spanje.
Door zijn overwinning op het UK Open en zijn vorm heeft hij een wildcard gekregen voor de Premier League Darts. Tot de laatste speeldag had hij kans om een plek in de halve finale te krijgen, maar hij moest hierin achtereenvolgens Van Barneveld en/of Van Gerwen ruim verslaan. Deze moeilijke opgave is Thornton niet gelukt en hij strandde op de 5e plaats, achter James Wade.
In juni ging hij naar het UK Open om zijn titel te verdedigen. Echter strandde hij bij de laatste 16 tegen tweevoudig UK Open winnaar Raymond van Barneveld.
In het European Darts Championship nam Thornton het in de eerste ronde opnemen tegen Brendan Dolan. Deze wedstrijd won hij ruim met 6-2. In de tweede ronde trof hij Raymond van Barneveld. In deze matige doch spannende wedstrijd hadden beide mannen de kans om de wedstrijd te winnen. Uiteindelijk was het Thornton die de winnende dubbel gooide. In de kwartfinale speelde Thornton tegen de Belg Ronny Huybrechts, die eerder in het toernooi ook al Phil Taylor uitschakelde. Ook tegen Thornton was het niveau van de Belg weer overstijgend. Thornton kon goed bijblijven en de wedstrijd kwam tot een beslissende leg. Deze werd gewonnen door Huybrechts en daarmee werd Thornton uitgeschakeld.
In het World Matchplay nam Thornton het in de eerste ronde op tegen de Engelsman Ian White, de nummer 30 van de wereld. Ondanks het grote verschil in de wereldranglijst haalde White in deze wedstrijd een hoger niveau dan Thornton. Thornton verloor met 3-10. De drie legs die hij won waren de eerste drie legs die hij in drie jaar tijd op het World Matchplay heeft gewonnen. De twee jaren ervoor verloor hij op dit podium met 10-0.

#### 2014
Op de World Grand Prix Darts gooit Thornton in de tweede ronde een 9-darter, nadat 29 minuten daarvoor zijn tegenstander James Wade ook een 9-darter gegooid had. Hij verliest de partij wel met 2-3.

#### 2015
Op 10 oktober 2015 won hij de World Grand Prix Darts. Hij versloeg de nummer 1 van de wereld Michael van Gerwen in de finale met 5-4.

#### 2022
In januari 2022 won Thornton de inaugurele editie van het World Seniors Darts Championship. In de finale versloeg hij Martin Adams met 5-1 in sets.
In juni wist de Schot ook te zegevieren op de eerste World Seniors Darts Matchplay. Ditmaal wist hij met 12-10 langs Phil Taylor te gaan.

#### 2023
Op 12 februari 2023 won Thornton voor de tweede keer achtereen het World Seniors Darts Championship. Hij was in de finale met 5-2 in sets te sterk voor Richie Howson.

## Gespeelde grandslamfinales
BDO 
| Resultaat | Nr. | Jaar | Kampioenschap        | Tegenstander  | Score | Variant |
| Winnaar   | 1.  | 2007 | Winmau World Masters | Darryl Fitton | 7 – 5 | Sets    |

PDC
| Resultaat | Nr. | Jaar | Kampioenschap               | Tegenstander       | Score  | Variant |
| Runner-up | 1.  | 2009 | Players Championship Finals | Phil Taylor        | 9 – 16 | Legs    |
| Winnaar   | 2.  | 2012 | UK Open                     | Phil Taylor        | 11 – 5 | Legs    |
| Runner-up | 3.  | 2013 | Grand Slam of Darts         | Phil Taylor        | 6 – 16 | Legs    |
| Winnaar   | 4.  | 2015 | World Grand Prix            | Michael van Gerwen | 5 – 4  | Sets    |

 WSDT (Senioren)
| Resultaat | Nr. | Jaar | Kampioenschap                    | Tegenstander  | Score   | Variant |
| Winnaar   | 1.  | 2022 | World Seniors Darts Championship | Martin Adams  | 5 – 1   | Sets    |
| Winnaar   | 2.  | 2022 | World Seniors Darts Matchplay    | Phil Taylor   | 12 – 10 | Legs    |
| Winnaar   | 3.  | 2023 | World Seniors Darts Championship | Richie Howson | 5 – 2   | Sets    |

## Resultaten op Wereldkampioenschappen

### BDO
- 2005: Kwartfinale (verloren van Darryl Fitton met 0-5)
- 2008: Kwartfinale (verloren van Martin Adams met 4-5)

### PDC
- 2009: Laatste 32 (verloren van Wayne Mardle met 3-4)
- 2010: Laatste 16 (verloren van Phil Taylor met 1-4)
- 2011: Laatste 16 (verloren van Adrian Lewis met 1-4)
- 2012: Laatste 32 (verloren van Adrian Lewis met 2-4)
- 2013: Laatste 16 (verloren van Phil Taylor met 0-4)
- 2014: Laatste 16 (verloren van Wes Newton met 1-4)
- 2015: Kwartfinale (verloren van Michael van Gerwen met 2-5)
- 2016: Laatste 64 (verloren van Alan Norris met 0-3)
- 2017: Laatste 32 (verloren van Daryl Gurney met 3-4)
- 2018: Laatste 32 (verloren van Mensur Suljović met 2-4)
- 2019: Laatste 96 (verloren van  Daniel Larsson met 1-3)

### WSD (Senioren)
- 2022: Winnaar (gewonnen in de finale van Martin Adams met 5-1)
- 2023: Winnaar (gewonnen in de finale van Richie Howson met 5-2)
- 2024: Laatste 16 (verloren van Andy Hamilton met 2-3)
- 2025: Kwartfinale (verloren van Ross Montgomery met 1-3)

## Resultaten op de World Matchplay

### PDC
- 2009: Laatste 32 (verloren van Phil Taylor met 4-10)
- 2010: Laatste 32 (verloren van Gary Anderson met 0-10)
- 2012: Laatste 32 (verloren van Adrian Lewis met 0-10)
- 2013: Laatste 32 (verloren van Ian White met 3-10)
- 2014: Laatste 32 (verloren van Paul Nicholson met 8-10)
- 2015: Laatste 32 (verloren van Keegan Brown met 7-10)
- 2016: Laatste 16 (verloren van Dave Chisnall met 2-11)
- 2017: Laatste 32 (verloren van Cristo Reyes met 3-10)

### WSDT (Senioren)
- 2022: Winnaar (gewonnen in de finale van Phil Taylor met 12-10)
- 2023: Laatste 16 (verloren van Neil Duff met 5-8)
- 2024: Halve finale (verloren van Leonard Gates met 4-9)